# Локев (Сежана)
Локев (словен. Lokev) — поселення в общині Сежана, Регіон Обално-крашка, Словенія. Висота над рівнем моря: 449,5 м. Розташоване близько кордону з Італією. 

## Назва
Назва словен. Lokev вказує на великий став, водопій; від праслов'янського *loky — «заповнені водою порожнини, став».